# Ruud Hermans
Ruud Hermans (Tilburg, 24 december 1950) is een Tilburgse country-and-westernzanger die de 2019-editie van The voice Senior won.

## The Tumbleweeds
Zijn muzikale loopbaan begon bij de folkband Heating uit Tilburg, die een elpee en een aantal singles uitbracht.
Als jongeling ontwikkelde Hermans zich op het gebied van Americana. In 1973 werd hij aangenomen door Ton en Ine Masseurs als leadzanger van de Tumbleweeds. Hij wisselde de zangpartijen met Ine Masseurs af en speelde daarnaast nog extra slagpartijen op twaalfsnarige gitaar die de slaggitarist van dienst Berry Masseurs niet kon spelen op zijn zessnarige. Ondanks het succes zag Hermans zich nooit als onderdeel van de band
De Tumbleweeds brachten hem naar de Verenigde Staten (1973/1974). Ondanks de optredens en uitvoeringen van zelf geschreven liedjes werd Hermans ontevreden met het repertoire, hij vond ze niet meer in de tijd passen. In 1975 had de band een nummer-1-notering in de Nederlandse hitparades met Merle Haggards Somewhere Between.
Hermans’ liedjes werden door de pers ontvangen als steenkolenengels, maar de bandleden probeerden zo het Hermans zo goed mogelijk naar de zin te maken.
In 1977 maakte Hermans aan Ad Masseurs duidelijk, dat hij de Tumbleweeds zou gaan verlaten. Hij wilde meer popgeoriënteerde countrymuziek maken.

## De Ruud Hermans Band / Tulsa
Hij richtte de Ruud Hermans Band op, maar die kreeg onvoldoende commerciële aandacht. Om succes te kunnen verkrijgen in de Verenigde Staten gaf hij de band een nieuwe naam Tulsa, naar de stad Tulsa. Ook met deze band bleef een doorbraak uit; ze werd wel ingeschakeld als voorprogramma bij optredens van andere artiesten, waaronder de eerder genoemd Merle Haggard en ook Johnny Cash.

## Latere loopbaan
In het seizoen 1984-1985 presenteerde hij op Hilversum 3 het radioprogramma de KRO-ORK.
Vanaf de jaren negentig begon Hermans programma's te presenteren op Radio 2. Hij werkte mee aan het programma het Theater van het sentiment. Ook werkte hij mee aan American Connection waar hij country en andere Amerikaanse muziek draaide met anekdotes en interviews met artiesten uit die genres. Ondertussen maakt hij deel uit van diverse theaterprogramma’s rond countrymuziek, zoals Country road. In 2005 werd hij benoemd tot ridder in de Orde van Oranje-Nassau. In 2010 sneuvelt het programma American Connection vanwege herinrichting van de zenders. Tegelijkertijd werd hij in de Verenigde Staten genomineerd voor de Global Artist Award voor zijn inzet voor de countrymuziek buiten de VS; een aantal optredens in Nashville (Tennessee) volgt. In 2007 wordt hij Zanger van het jaar bij de Dutch Country Poll Award Gala.
Daarna stopte hij een tijdje met muziek en werd uitvaartbegeleider. Hij deed nog een ijdele poging een reünie van de Tumbleweeds te bewerkstelligen. Na enige tijd trok de muziek weer aan hem en organiseerde hij huiskamerconcerten. Dit mondde uit in zijn deelname aan en het winnen van de tweede serie van The Voice Senior, waarin hij bijgestaan werd door coach Ilse DeLange.

## Discografie

### Heating
- 1967-1971: album: Beat
- single: The clochard
- 1971: single: Give it all away en Summer

### Ruud Hermans Band
- 1980: album: Daybreak
- 1979: single: Lovin’ fever
- 1980: single: My end and my beginning
- 1980: single: Hangin’ tree

### Tulsa
- 1982: album: Songs to cover you
- 1981: single: Baby, don’t go
- 1981: single: Can I see you tonight
- 1982: single: Let me be your friend
- 1984: single: It’s got to be love tonight
- 1984: single: Passing thing

### Ruud Hermans
- 1986: album: Waiting for you
- 1993: album: Blue horizon
- 1994: album : Tear, big smile
- 2003: album: Ruud Hermans sings the hits of Bobby Bare
- 2003: album Stills, samen met Dick van Altena met gaste Ilse DeLange (All that you do)

- International Standard Name Identifier: 0000 0001 3109 3949
- MusicBrainz: 9f78a3a2-ab2b-40eb-88a6-107f589f084f
- Nederlandse Thesaurus van Auteursnamen: 097943290
- Virtual International Authority File: 286318813
- WorldCat: E39PBJtGWKHpFD6Y39cKpyg7pP